# 張榮 (嘉靖進士)
張榮（1510年—？），字仁卿，山東登州衛軍籍浙江鄞縣人，明朝政治人物。

## 生平
嘉靖十三年（1534年）甲午科山東鄉試第四十五名舉人。嘉靖二十九年（1550年）中式庚戌科會試第一百八十九名，二甲第二十五名進士。官刑部主事。

## 家族
曾祖張𨌥；祖父張銓；父張顯。嫡母汪氏；生母彭氏。慈侍下。弟秀、麒、麟、成。